# Mexicano de Guerrero
El mexicano de Guerrero (autoglotónimo: nawatlahtohli) o náhuatl guerrerense la variedad de dialectos del idioma náhuatl o mexicano hablada en Guerrero. De los 23 municipios mencionados (uno de Puebla) por el INALI donde se habla, en los que existe una mayor presencia de hablantes, son: Ahuacuotzingo, Atlixtac, Chilapa y Zitlala en la Montaña Baja; Copanatoyac, Cualac, Huamuxtitlán, Alpoyeca, Olinalá, Tlapa y Xalpatláhuac de la Montaña Media y Alta.

## Clasificación
Para la lingüista Una Canger, el náhuatl de Guerrero está dividido en:
1. el del Norte-Taxco;
2. el de Tepecoacuilco;
3. el del Sur o de la Costa, y
4. el náhuatl del Centro-Oriente.[4]

Por su parte el Instituto Lingüístico de Verano y Ethnologue siguiendo este criterio consideran variantes con características propias a una amplia región clasificada bajo el código ISO 639-3 ngu (equivalente al Centro-Oriente de Canger); la zona de Coatepec Costales con código “naz” relacionado con Tepecoacuilco; la zona de Tlamacazapa con código “nuz” enclavada en el municipio de Taxco; y como cuarta variante (en la región de la Costa Chica) el municipio de Ometepec, al que le asigna el código “nht”. Cuenta el Estado de Guerrero con alrededor de 150,000 hablantes tanto bilingües como monolingües.

## Antecedentes
Se conservan documentos que registraron emigraciones alrededor del siglo XIII desde el Altiplano Central y el Valle de Toluca hacia la zona Centro y la Alta Montaña de Guerrero, aunque los lingüistas consideran esta variante y la de Ometepec como derivados de la rama Oriental.
Esta región altamente contrastante ha atraído a muchos investigadores y ha generado muchos escritores autóctonos como Eustaquio Celestino Solís, Gustavo Zapoteco Sideño, Alfredo Ramírez C.

## Fonología
Una de las características de esta variante es que la “ele” larga típica del clásico (escrita kalli = kal-li), en Guerrero es pronunciada -‘h’l-(escrita -jl-); así por ejemplo la palabra “casa” se pronuncia “kahli”, escrito también como kajli.